# Attention Deficit
Attention Deficit was een Amerikaanse progressieve metalband. De band werd opgericht door Michael Manring samen met Alex Skolnick van Testament en Tim Alexander van Primus. De band nam twee albums op die werden uitgebracht op het Magna Carta label. Beide albums zijn instrumentaal en een mix van rock, metal en jazz.

## Artiesten
- Alex Skolnick - gitaar
- Michael Manring - basgitaar
- Tim Alexander - drums

## Discografie
- 1998 - Attention Deficit
- 2001 - The Idiot King